# Młyny Świętej Klary we Wrocławiu

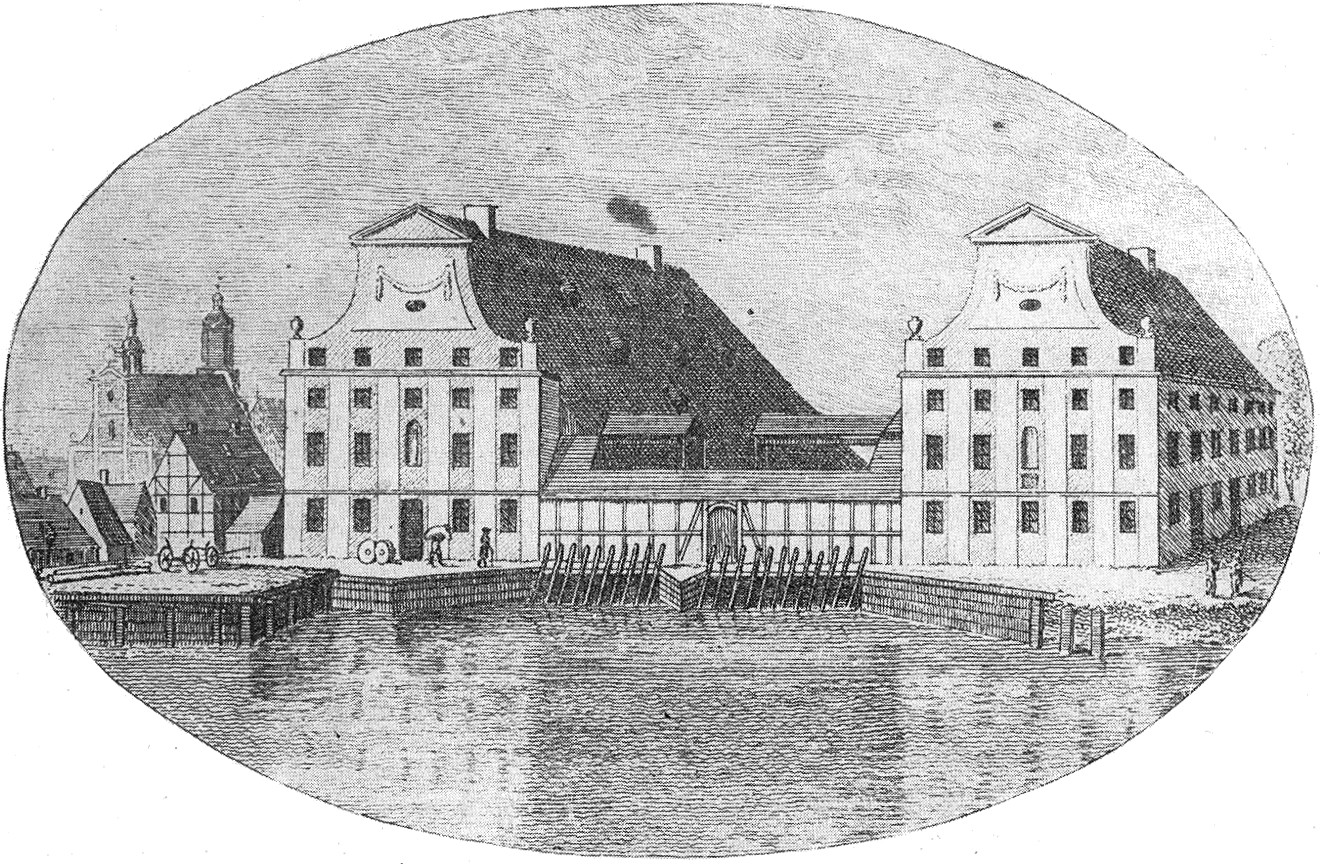
Miedzioryt F.G. Endlera (1763-1830) przedstawiający młyny św. Klary

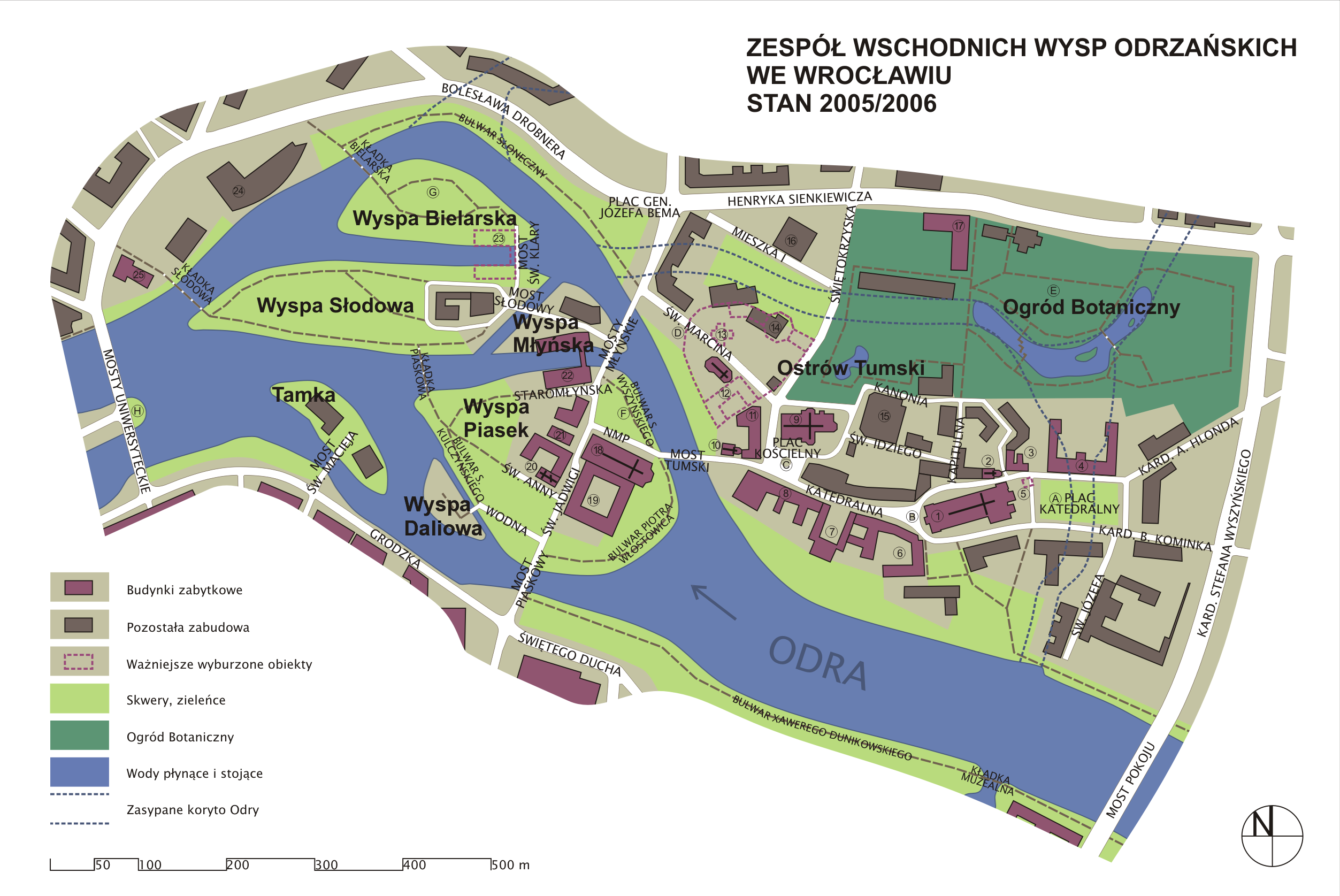
Wrocławskie wyspy na Odrze w roku 2005; położenie dawnych młynów Świętej Klary oznaczone numerem 23

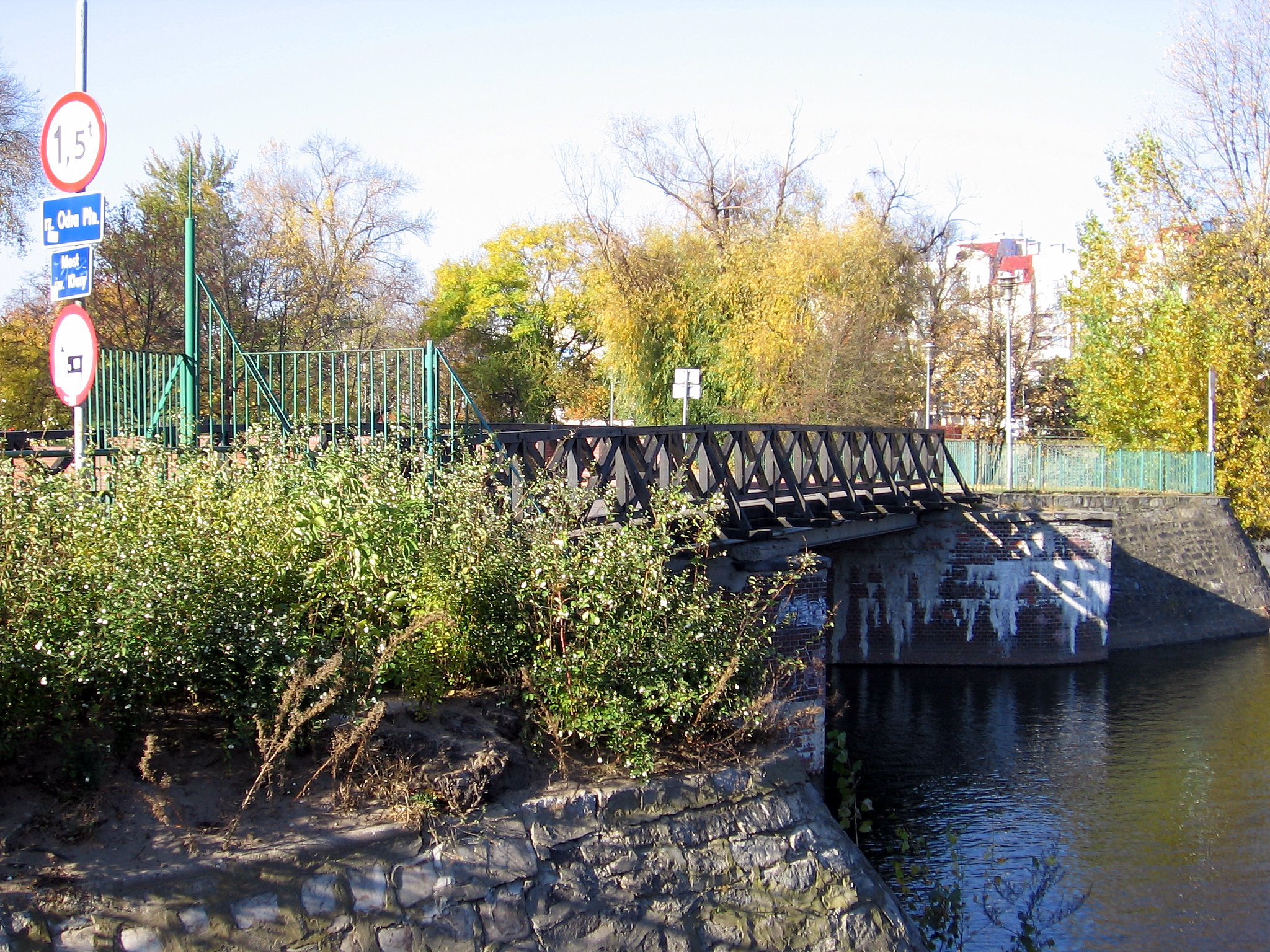
Most św. Klary w miejscu, gdzie niegdyś stały młyny

Młyny Świętej Klary (niem. Claren Mühle) – trzynastowieczne młyny na wrocławskich wyspach odrzańskich: Słodowej (młyn I) i Bielarskiej (młyn II). Oba młyny zostały wysadzone w powietrze w 1975 roku.

## Historia
Pierwszy z młynów wzmiankowany jest w dokumencie księcia Władysława z 12 maja 1268 nadającym klaryskom „młyn Arnolda”, który położony miał być „przed grodem wrocławskim”. Drugi wzmiankowany był w 1304 jako nadany przez wrocławskiego księcia mieszczaninowi Sybotowi z Wojnowic; także i ten młyn, w 1330, stał się własnością klarysek. 
Położone naprzeciw siebie po obu stronach rozdzielającego je kanału – Upustu Klary, połączone kładką, jeszcze w wieku XVI miały konstrukcję drewnianą, z muru pruskiego. O młynie drugim wiadomo, że napędzały go już w tym czasie cztery koła młyńskie. Oba młyny kilkakrotnie niszczone były pożarami, przy czym po tym, który nastąpił w 1789, odbudowano je – już jako murowane – w 1799 w stylu barokowo-klasycystycznym według projektu Brunnerta. Od tego czasu miały dwa piętra, we wnęce na wysokości I piętra na fasadzie młyna pierwszego znajdowała się figura św. Klary (figura została przeniesiona do Domu Księży Emerytów przy ul. Katedralnej 10 i usytuowana na jego dziedzińcu), a na młynie drugim w takim samym miejscu – tablica fundacyjna.
W 1939 władze Wrocławia odkupiły młyny i zamierzały urządzić w nich schroniska młodzieżowe (w latach 30. i 40. na Wyspie Słodowej i Bielarskiej często odbywały się zloty młodzieży), ale nie uzyskały na to zgody ówczesnego niemieckiego konserwatora zabytków. Uszkodzone podczas obrony Festung Breslau 1945 niszczały nadal, przetrwały jednak – choć nieodbudowane – aż do połowy lat 70. 14 lutego 1962 zostały wpisane do rejestru zabytków pod nr 102. Planowano ich odbudowę i urządzenie tam siedziby Muzeum Etnograficznego, dokonano w tym celu precyzyjnych pomiarów zachowanych pozostałości. Z braku funduszy do odbudowy przez trzydzieści lat nie doszło, aż w roku 1975 (w czasie gdy na przeciwległym brzegu rzeki wytyczano i budowano nową ulicę Drobnera, z której ruiny młynów były doskonale widoczne), skądinąd ogłoszonym w PRL „Rokiem Ochrony Zabytków”, ówczesny prezydent Wrocławia Marian Czuliński podpisał decyzję o wysadzeniu ich w powietrze. Zadanie wykonali w „czynie społecznym” saperzy z wrocławskiej Oficerskiej Szkoły Inżynieryjnej. Jakkolwiek w samym Wrocławiu sprzeciw po tej decyzji był z początku niezbyt głośny, to później i zwłaszcza poza Wrocławiem (w tym też poza granicami Polski) spotkała się ona z powszechną krytyką i protestami ludzi kultury, w tym m.in. Jerzego Waldorffa, architektów, urbanistów i konserwatorów zabytków. Decyzję tę skrytykował nawet ówczesny PZPR-owski minister kultury Józef Tejchma, pomimo że decyzja Czulińskiego podjęta została, jak niemal wszystkie tego rodzaju, na podstawie wytycznych Komitetu Wojewódzkiego PZPR. Młyny, choć nie były w dobrym stanie technicznym, nie stanowiły istotnego zagrożenia, a po rekonstrukcji stanowić mogły cenny zabytek średniowiecznej architektury przemysłowej.
Zachowane rynny robocze młynów, ich upust powodziowy (współczesna konstrukcja pochodzi z lat 1837–1838) oraz stały Jaz św. Klary weszły – wraz z rynnami roboczymi znajdującego się nieopodal Młyna Maria – w skład tzw. Piaskowy Stopień Wodny na Odrze Północnej.